# William Standish Knowles
William Standish Knowles (1917–2012) là nhà hóa học người Mỹ. Ông cùng với K. Barry Sharpless và Noyori Ryōji trở thành những chủ nhân của Giải Nobel Hóa học năm 2001 nhờ những nghiên cứu về cách thức hiệu quả để kiểm soát tốt các phản ứng hóa học, từ đó mở ra cơ hội cho các loại dược phẩm chữa bệnh tim và bệnh Parkinson xuất hiện.